# Гаддерсфілд Таун
«Га́ддерсфілд Та́ун» (англ. «Huddersfield Town Football Club») — англійський футбольний клуб з Гаддерсфілда. Заснований 1908 року.
Основні кольори форми — блакитний та білий. Основна форма — футболка в блакитно-білих вертикальних смугах, шорти білі.

## Історія
1926 року «Гаддерсфілд Таун» став першим англійським клубом, який виграв три чемпіонських титули Першого дивізіону поспіль. Згодом це досягнення змогли повторити лише три інших клубу. «Гаддерсфілд» також 5 разів грав у фіналах кубка Англії, вигравши лише один із них 1922 року. 2 лютого 2005 року клуб змінив назву з «Huddersfield Town Association Football Club» на «Huddersfield Town Football Club». Гаддерсфілд провів 45 років в других, третіх та четвертих англійських футбольних дивізіонах, перш ніж повернувся в Прем'єр Лігу у 2017 році, під керівництвом Давіда Вагнера. У сезоні 2018/19 у Прем'єр-лізі зайняли 20-е місце та знову вибули до Чемпіоншип. У сезоні 2021/22 посіли 3-є місце в Чемпіоншип і вийшли в плей-оф, де 29 травня 2022 року «Гаддерсфілд Таун» у  фіналі чемпіонату на Вемблі поступилися «Ноттінгем Форест» з рахунком 0:1.

## Історія виступів в лігах країни
- Дивізіон 2: 1910–1920
- Дивізіон 1: 1920–1952
- Дивізіон 2: 1952–1953
- Дивізіон 1: 1953–1956
- Дивізіон 2: 1956–1970
- Дивізіон 1: 1970–1972
- Дивізіон 2: 1972–1973
- Дивізіон 3: 1973–1975
- Дивізіон 4: 1975–1980
- Дивізіон 3: 1980–1983
- Дивізіон 2: 1983–1988
- Дивізіон 3: 1988–1992
- Дивізіон 2: 1992–1995
- Дивізіон 1: 1995–2001
- Дивізіон 2: 2001–2003
- Дивізіон 3: 2003–2004
- Перша футбольна ліга: 2004–2012
- Футбольна ліга: 2012–2016
- Англійська футбольна ліга: 2016–2017
- Прем'єр-ліга: 2017–2019
- Англійська футбольна ліга: 2019–

## Досягнення
- Чемпіон Англії: 1923—24, 1924—25, 1925—26
- Володар кубка Англії: 1921—22
- Володар Суперкубка Англії: 1922

## Склад команди
Станом на 10 січня 2019
| №  | Поз. | Нац.       | Гравець                            |
| -- | ---- | ---------- | ---------------------------------- |
| 1  | ВР   | Данія      | Йонас Лессль                       |
| 2  | ЗХ   | Англія     | Томмі Сміт                         |
| 5  | ЗХ   | Нідерланди | Теренс Конголо                     |
| 6  | ПЗ   | Англія     | Джонатан Хоґ                       |
| 7  | ПЗ   | Нідерланди | Жуніньйо Бакуна                    |
| 8  | ПЗ   | Данія      | Філіп Білінг                       |
| 9  | НП   | ДР Конго   | Еліас Качунга                      |
| 10 | ПЗ   | Австралія  | Аарон Муй                          |
| 11 | НП   | Франція    | Адама Діакабі                      |
| 12 | ВР   | Англія     | Бен Геймер                         |
| 13 | ВР   | Англія     | Джоель Коулман                     |
| 15 | ЗХ   | Німеччина  | Кріс Льове                         |
| 18 | НП   | Бельгія    | Ісаак Мбенза (в оренді з Монпельє) |

| №  | Поз. | Нац.      | Гравець                                   |
| -- | ---- | --------- | ----------------------------------------- |
| 19 | ПЗ   | США       | Даніель Вільямс                           |
| 20 | НП   | Бельгія   | Лоран Депуатр                             |
| 21 | ПЗ   | Англія    | Алекс Прітчард                            |
| 24 | НП   | Бенін     | Стів Муньє                                |
| 25 | ЗХ   | Данія     | Матіас Йоргенсен                          |
| 26 | ЗХ   | Німеччина | Крістофер Шиндлер                         |
| 27 | ЗХ   | Словенія  | Джон Горенц Станкович                     |
| 29 | ПЗ   | Німеччина | Абдельхамід Сабірі                        |
| 33 | ЗХ   | Швейцарія | Флоран Хадергьонай                        |
| 37 | ЗХ   | Німеччина | Ерік Дурм                                 |
| 42 | ПЗ   | Англія    | Джейсон Панчон (в оренді з Крістал Пелес) |
| 45 | ЗХ   | Англія    | Демеако Духейні                           |